# Lech Sant
Der Lech Sant ist ein kleiner Bergsee auf der Mastlé-Alm am nördlichen Fuße des Pitschberges in St. Christina in Gröden (Südtirol, Italien).
Der ladinische Flurname „Lech Sant“ bedeutet auf Deutsch „Heiliger See“, worauf sich dieser Name bezieht, ist jedoch nicht bekannt. Heute ist er ein geschütztes Naturdenkmal.

## Naturhistorisches
Das Biotop Lech Sant ist ein Relikt aus der Würm-Kaltzeit am Ende des Pleistozän.
Im Lech Sant sind Fische vorhanden wie die Elritze (Phoxinus phoxinus) oder Pfrille (auf Italienisch Sanguinerola) aus der Familie der Karpfenfische.

## Archäologie
1984 konnten Franco Prinoth mit Gianni Rizzo und Markus Delago durch Ausgrabungen am Lech Sant mindestens zwei prähistorische Fundschichten aufdecken: eine tiefere mit einer Bronzenadel, bronzezeitlicher Keramik  und Silexgeräten und eine obere Schicht mit eisenzeitlichen Tonscherben und kalzinierten Tierknochen.
Diese Funde legten die Vermutung nahe, dass am Lech Sant ein Brandopferplatz bestanden habe.

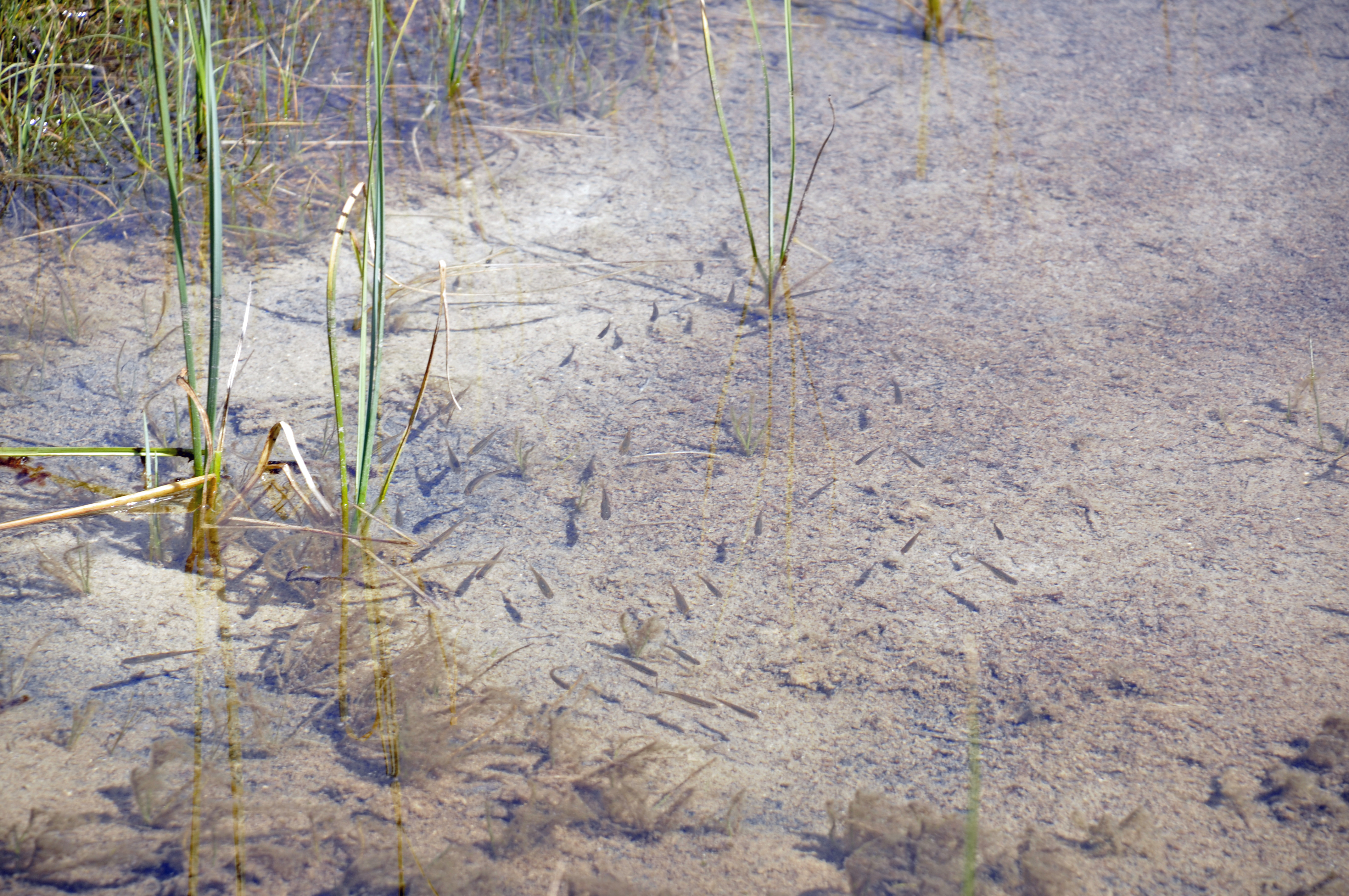
Fische im Lech Sant

## Legende vom Lech Sant
Einer Legende zufolge stand hier einst eine Kapelle. Diese sei aber von Hirten, deren Herde auf der Alm weidete, durch nächtliche Tanzfeste, wie sie noch in späteren Zeiten von Mähern an Freitagen auf der Alm sehr beliebt waren, entweiht worden. Zur Strafe dafür verschwand die Kapelle mitsamt den Hirten in einem Loch, das sich mit Wasser füllte. Daraus sei dieser Almsee entstanden. Manchmal sollen hier, laut Volksmund, noch unheimliche Lichter zu sehen sein, die an die Hirten erinnern.